# Grande Saline (Saint-Barthélemy)
Grande Saline est un petit village de pêcheurs à Saint-Barthélemy dans les Caraïbes. Il est situé dans la partie centre-sud de l’île.